# 邵能
邵能（1425年—？），字舜賓，浙江紹興府會稽縣人，軍籍，明朝政治人物。進士出身。

## 生平
浙江鄉試第八十一名。景泰二年（1451年）辛未科會試第一百二十三名，殿試登進士第三甲第六十名。

## 家族
曾祖邵存忠。祖父邵繼先。父亲邵初。